# Вајлдвуд (Тенеси)
Вајлдвуд (енгл. Wildwood) насељено је место без административног статуса у америчкој савезној држави Тенеси.

## Демографија
По попису из 2010. године број становника је 1.098.
| Група             | 2000.    | 2010.         |
| Белци             | 0 (0,0%) | 1.051 (95,7%) |
| Афроамериканци    | 0 (0,0%) | 3 (0,3%)      |
| Азијати           | 0 (0,0%) | 6 (0,5%)      |
| Хиспаноамериканци | 0 (0,0%) | 25 (2,3%)     |
| Укупно            | 0        | 1.098         |